# Kabare
Kabare est une localité, chef-lieu de territoire de la province du Sud-Kivu en république démocratique du Congo.

## Géographie

### Délimitation du territoire
Le territoire de Kabare est limité:
- Au Nord par le territoire de Kalehe et la rivière Nyabarongo;
- Au Sud par le Territoire de Walungu à travers la rivière Kazinzi d’une part (Sud-Ouest) et la rivière Lubimbe d’autre part (Sud-Est);
- A l'Est par la ville de Bukavu, le lac Kivu d’un côté (Nord-Est) et le Rwanda par la rivière Ruzizi d’autre côté;
- A l'Ouest par le territoire de Shabunda (la rivière Lugulu)[2],[3].

## Histoire
Le territoire de Kabare a été officiellement créé en 1923. À cette époque, il englobait l’ensemble des chefferies indigènes de la tribu Shi, notamment: Kabare, Nindja, Buloho, Kalonge, Burhinyi, Kaziba, Luhwinja, Ngweshe, ainsi qu’une partie nord habitée par un petit groupe de populations pygmées.
Au fil du temps, ce vaste territoire a connu plusieurs restructurations. Il a été progressivement morcelé, donnant naissance à de nouveaux territoires et perdant certaines chefferies.
La première étape de cette division a été actée par l’édit n° 04 du 10 octobre 1961, adopté par l’Assemblée provinciale du Kivu. Cet édit portait sur la scission des territoires de Kabare et de Walungu. Cette séparation deviendra effective avec la signature de l’ordonnance présidentielle n° 67-221 du 3 mai 1967.
Depuis cette réorganisation, le territoire de Kabare, tel qu’établi par l’ordonnance, est constitué de deux chefferies:
- La chefferie de Kabare, qui regroupe 14 groupements,
- Et la chefferie de Nindja, composée de 3 groupements[2].

## Administration
Chef-lieu territorial, la localité n'apparait cependant pas avec le statut de commune rurale dans la répartition des sièges pour les élections de 2018.

### Chefferies et populations
Voici la liste des groupements du territoire de Kabare en ses collectivités chefferies et leurs populations dans ce tableau ci-dessous.
| N°    | Subdivision administrative | Populations |  |
| 01    | BUGOBE                     | 28.487      |  |
| 02    | BUSHWIRA                   | 44.741      |  |
| 03    | BUGORHE                    | 61.968      |  |
| 04    | BUSHUMBA                   | 44.437      |  |
| 05    | CIRUNGA                    | 54.804      |  |
| 06    | IRHAMBI/KATANA             | 53.513      |  |
| 07    | ISHUNGU                    | 7.689       |  |
| 08    | KAGABI                     | 37.822      |  |
| 09    | LUHIHI                     | 25.435      |  |
| 10    | LUGENDO                    | 18.011      |  |
| 11    | MUDAKA                     | 39.815      |  |
| 12    | MUDUSA                     | 62.452      |  |
| 13    | MUMOSHO                    | 38.602      |  |
| 14    | MITI                       | 17.613      |  |
| Total |                            | 536.114     |  |
| Total |                            | 536.114     |  |